# Данијел Роубак
Данијел Рендал Џејмс Роубак (енгл. Daniel Randall James Roebuck; рођен 4. марта 1963, Бетлехем, Пенсилванија), амерички је позоришни, филмски и ТВ глумац.
Најпознатији по споредним улогама у филмовима Бегунац (1993), Ловци на бегунце (1998), Последња екскурзија (2000), Били смо војници (2002), Агент Коди Бенкс (2003), Агент Коди Бенкс: Одредиште Лондон (2004), Ђавољи шкарт (2005), Ноћ вештица 2 (2009) и Троје из пакла (2019) и серијама Неш Бриџиз (1998), Изгубљени (2005-2010), Човек у високом дворцу (2015-2016).